# Zea Dorsa
Zea Dorsa és una formació geològica de tipus dorsum a la superfície de Mart, localitzada amb el sistema de coordenades planetocèntriques a -47.11 ° latitud N i 83.71 ° longitud E, que fa 249.02 km de diàmetre. El nom va ser aprovat per la UAI l'any 1979 i fa referència a una característica d'albedo.